# Magnus Walch
Magnus Walch (Feldkirch, 15 giugno 1992) è un ex sciatore alpino austriaco.

## Biografia
Originario di Lech e attivo in gare FIS dal dicembre del 2007, Walch ha esordito in Coppa Europa il 22 dicembre 2011 a Madonna di Campiglio in slalom speciale e in Coppa del Mondo il 14 dicembre 2013 a Val-d'Isère in slalom gigante, in entrambi i casi senza completare la prova. Il 6 gennaio 2018 ha conquistato il miglior piazzamento in Coppa del Mondo concludendo al 14º posto lo slalom gigante di Adelboden e il 3 dicembre 2020 ha ottenuto l'unico podio in Coppa Europa, a Gurgl nella medesima specialità (3º); ha preso per l'ultima volta il via in Coppa del Mondo l'8 gennaio 2021 ad Adelboden in slalom gigante, senza completare la prova, e si è ritirato al termine di quella stessa stagione 2020-2021: la sua ultima gara è stata lo slalom gigante dei Campionati austriaci 2021, disputato il 30 marzo a Glungezer. Non ha preso parte a rassegne olimpiche o iridate.

## Palmarès

### Coppa del Mondo
- Miglior piazzamento in classifica generale: 122º nel 2018

### Coppa Europa
- Miglior piazzamento in classifica generale: 99º nel 2021
- 1 podio:
  - 1 terzo posto

### Australia New Zealand Cup
- Vincitore dell'Australia New Zealand Cup nel 2020
- Vincitore della classifica di slalom gigante nel 2020
- 6 podi:
  - 2 vittorie
  - 3 secondi posti
  - 1 terzo posto

#### Australia New Zealand Cup - vittorie
| Data             | Località     | Paese         | Specialità |
| ---------------- | ------------ | ------------- | ---------- |
| 23 agosto 2019   | Mount Hotham | Australia     | GS         |
| 4 settembre 2019 | Cardrona     | Nuova Zelanda | GS         |

Legenda:

GS = slalom gigante

### Far East Cup
- Miglior piazzamento in classifica generale: 17º nel 2016
- 1 podio:
  - 1 vittoria

#### Far East Cup - vittorie
| Data         | Località    | Paese    | Specialità |
| ------------ | ----------- | -------- | ---------- |
| 3 marzo 2016 | Nozawaonsen | Giappone | GS         |

Legenda:

GS = slalom gigante

### Campionati austriaci
- 5 medaglie:
  - 1 oro (slalom gigante nel 2021)
  - 2 argenti (slalom gigante nel 2014; slalom gigante nel 2017)
  - 2 bronzi (slalom speciale nel 2012; slalom gigante nel 2019)